# Rafael Frühbeck de Burgos
Rafael Frühbeck de Burgos (født Rafael Frühbeck Frühbeck den 15. september 1933 i Burgos, død 11. juni 2014 i Pamplona) var en spansk dirigent og komponist.
Frühbeck studerede violin, klaver og komposition ved konservatorierne i Bilbao og Madrid. Han dimitterede summa cum laude fra Hochschule für Musik i München i direktion og vandt Richard Strauss-prisen.
Frühbeck har været chefdirigent for Rundfunk-Sinfonieorchester Berlin, Deutsche Oper, Bilbao Orkestra Sinfonikoa og Wiener Symphoniker, så vel som førstegæstedirigent for talrige orkestre i Europa, USA og Japan. Han fik sin amerikanske debut med Philadelphia Orchestra. Fra 1980 til 1983 var han chefdirigent for Yomiuri Nippon Symfoniorkester i Tokyo, for hvem han nu er æresdirigent.
Fra 2001 til 2007 var Frühbeck chefdirigent for Orchestra Sinfonica Nazionale della RAI. Han blev chefdirigent for Dresdner Philharmonie i 2004. I januar 2011 meldelte Cincinnati Symphony Orchestra ansættelsen af Frühbeck som kreativ leder af dets Masterworks Series af koncerter, startende med sæsonen 2011-2012. I februar 2011 bekendtgjorde DR SymfoniOrkestret ansættelsen af Frühbeck som deres næste chefdirigent fra sæsonen 2012-2013 med en kontrakt på 3 år.
I marts 2014 kollapsede Frübeck de Burgos næsten under en koncert i Washington, og han valgte derfor efter råd fra sin læge at annoncere enden på sin karriere den 4. juni 2014. Under en uge efter afgik Frübeck de Burgos ved døden.